# Alaranea
Alaranea là một chi nhện trong họ Cyatholipidae.

## Các loài
Theo The World Spider Catalogo 12.0:
- Alaranea alba Griswold, 1997
- Alaranea ardua Griswold, 1997
- Alaranea betsileo Griswold, 1997
- Alaranea merina Griswold, 1997